# 门巴语
门巴语，是门巴族使用的语言之一，属于藏缅语族，主要分布在西藏自治区错那县勒布区、墨脱县德兴区文浪乡，藏南地区（印控阿鲁纳恰尔邦）达旺县。约有1万人使用。

## 方言
主要有南北两个方言。
- 南部方言（错那门巴语、门巴语麻麻话、达旺门巴语）:西藏山南市错那市有30,000人
  - 麻麻土语 Mama dialect：分布在错那县勒布区 Lebu District,麻玛乡 Mama Township
  - 达旺土语 Dawang dialect：分布在门达旺地区 Mendawang District，达旺镇 Dawang Township
- 北部方言（门巴语文浪话）：西藏林芝市墨脱县有5000人
  - 文浪土语 Wenlang dialect：分布在墨脱县德兴区 Dexing District，文浪乡 Wenlang Township
  - 邦金土语 Banjin dialect：分布在门隅邦金地区 Bangjin District

门巴族因语言不同而分为六个支系。它们分别是：
- 达旺门巴 Tawang Monpa （门巴语）
- 德让门巴 Dirang Monpa （仓洛语）
- 利西门巴 Lish Monpa （利西语）
- 布特门巴 Bhut Monpa （萨尔当语）
- 噶拉塘门巴 Kalaktang Monpa （噶拉塘门巴语）
- 班禅门巴 Panchen Monpa

## 其他含义
除了门巴语以外，门巴族还使用以下语言：
- 东部藏语群
  - 仓洛语 tsj
    - 夏错普喀语 Sharchopkha（塔希冈门巴语 Trashigang、不丹门巴语 Bhutan Tshangla）
    - 墨脱门巴语 Mêdog (Bomê) Monpa
    - 倉洛门巴語 Cangluo Monpa
    - 敦桑门巴语 Dungsam
    - 德让门巴语 Dirang（也称为“中央门巴语”）
    - 比约卡普喀门巴语 Bjokapakha (Bjoka)

  - 穆尔辛门巴语 Murshing
  - 噶拉塘门巴语 kkf（Kalaktang、西卡门门巴语 West Kameng Tshangla )（也称为“南部门巴语”）
  - 另有三个村子的比较近同属于东藏语群的语言
    - 则米塘门巴语（Monpa of Zemithang)
    - 马果门巴语（Monpa of Dirang）
    - 听布门巴语（Monpa of Thingbu）
- 舍朱奔语支
  - 舍朱奔语 sdp
  - 利西语 lsh
  - 楚克语 cvg
  - 萨尔当语 onp

这些语言也被称为“门巴语”。